# 中谷比佐子
中谷 比佐子（なかたに ひさこ、1936年7月18日 - ）は日本の和装研究家、エッセイスト。大分県大分市出身。

## 来歴
大分県立大分上野丘高等学校を経て共立女子大学文芸学部卒業。女性雑誌『女性自身』『二人自身』の編集記者を経て、株式会社 秋櫻舎(こすもすしゃ)設立。きもの季刊誌『きもの秋櫻』発行。婦人雑誌等にきものの記事を執筆。東京都新宿区在住。

## 著書
- 『若い人のためのきものの本』主婦と生活社, 1971
- 『知的な女性はきもの好き : きものの素晴らしさを、あなたに伝えたい』婦人生活社, 1982.8 ISBN 4-574-70020-3
- 『和服なら、私 : デラックス・エレガントな誘惑』情報センター出版局, 1983.10
- 『心は、きもの主義 : 四季を着こなす衣暦』情報センター出版局, 1984.12
- 『きものと日本 3 (振舞の美)』情報センター出版局, 1987.2
- 『きものと日本 1 (冠婚葬祭)』情報センター出版局, 1988.1 ISBN 4-7958-0183-5
- 『私が変わればまわりも変わる : プロアクティブな生き方へ』三五館, 1997.8（中野裕弓との共著） ISBN 4-88320-117-1
- 『十二か月のきもの』世界文化社, 1999.10 ISBN 4-418-99408-4
- 『きものを着たらおとな思草 : 着物を通して知る日本の心』角川学芸出版, 2005.9 ISBN 4-04-651980-0
- 『きものという農業 : 大地からきものを作る人たち』三五館, 2007.5 ISBN 978-4-88320-388-8
- 『日本に息づく和の風水 : 着る・食べる・暮らす・今日をいい日にする』三五館, 2007.10 ISBN 978-4-88320-401-4
- 『節約精神 : 昔のお母さんが知っていて、今のお母さんが知らないこと』三五館, 2008.10 ISBN 978-4-88320-427-4
- 『「女神(ヴィーナス)メイク」効果!』三五館, 2009.3（ 川邉サチコとの共著） ISBN 978-4-88320-460-1
- 『午歳の人の設計図 : ヒノエウマ男女の正体が見えた!』三五館, 2009.8 ISBN 978-4-88320-472-4
- 『寅歳父さん、寅歳母さん : 寅歳の人の設計図』三五館, 2009.12 ISBN 978-4-88320-488-5
- 『丑歳の人の設計図 : 幸せを呼ぶ「ミドリウシ」』三五館, 2009.6 ISBN 978-4-88320-461-8
- 『二十四節気ときもの : 春夏秋冬』三五館, 2009.6 ISBN 978-4-88320-469-4